# Yvette Lebon
Yvette Lebon, född 14 augusti 1910 i Paris, död 28  juli 2014 i Cannes, var en fransk skådespelare.

## Filmografi (urval)
- 1938 – Gibraltar
- 1940 – Mannen som söker sanningen
- 1942 – Den förste Bernadotte
- 1955 – Stilettmordet
- 1962 – Scaramouche - äventyraren
- 1966 – Barraka – agent X13
- 1970 – Cannabis